# Kawaler do wzięcia
Kawaler do wzięcia – polski program telewizyjny typu reality show prowadzony przez Krzysztofa Banaszyka, emitowany na antenie TVN od października do grudnia 2003 roku, oparty na amerykańskim formacie The Bachelor.
W programie udział brali tytułowy kawaler i 25 dziewczyn walczących o jego względy. W kolejnych odcinkach mężczyzna poznawał uczestniczki projektu, a podczas Ceremonii Róż decydował, które dziewczyny przechodziły do kolejnego etapu programu. W finale Kawaler musiał zdecydować, której z dwóch pozostałych kandydatek najbliżej do jego ideału. Realizacja odbyła się w Republice Południowej Afryki.
W polskiej wersji tytułowym kawalerem był trzydziestoletni Bartosz Okowity, a zwyciężczynią Justyna.